# Distretto di Fayzabad (Jowzjan)
Il distretto di Faizabad è un distretto dell'Afghanistan appartenente alla provincia dello Jowzjan. Viene stimata una popolazione di 21 101 abitanti (stima 2016-17).